# Reacción de Barton-McCombie
La reacción de Barton-McCombie (llamada también desoxigenación de Barton-McCombie) es una reacción orgánica en la que se sustituye el grupo hidroxilo de un alcohol por un hidrógeno de tal manera que se obtiene un alcano.
Se llama así por los químicos británicos Derek Harold Richard Barton (1918-1998) y Stuart W. McCombie. En la reacción relacionada denominada descarboxilación de Barton, el reactivo inicial es un ácido carboxílico en lugar de un alcohol.

## Mecanismo
El mecanismo de reacción consiste en un paso de iniciación catalítica radical y un paso de propagación. El alcohol (1) se convierte primero en un xantato (2). El azobisisobutironitrilo (AIBN) 8 descompone al hidruro de tributilestaño 3 en un radical de tributilestaño 4. El radical tributilestaño abstrae el grupo xantato de 2, obteniéndose un radical alquilo 5 y xantato de tributilestaño (7). El enlace del estaño con azufre de este compuesto es muy estable y proporciona la fuerza motriz de esta reacción. El radical alquilo formado abstrae a su vez un átomo de hidrógeno de una molécula nueva de hidruro de tributilestaño, formando el producto deseado (6) y un nuevo radical de tributil estaño disponible para la propagación.

## Variaciones